# غريغوري الحادي عشر

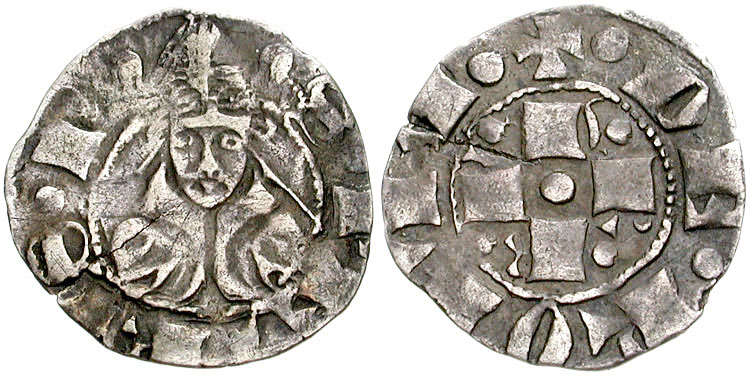
عملة بولونية لغريغوري

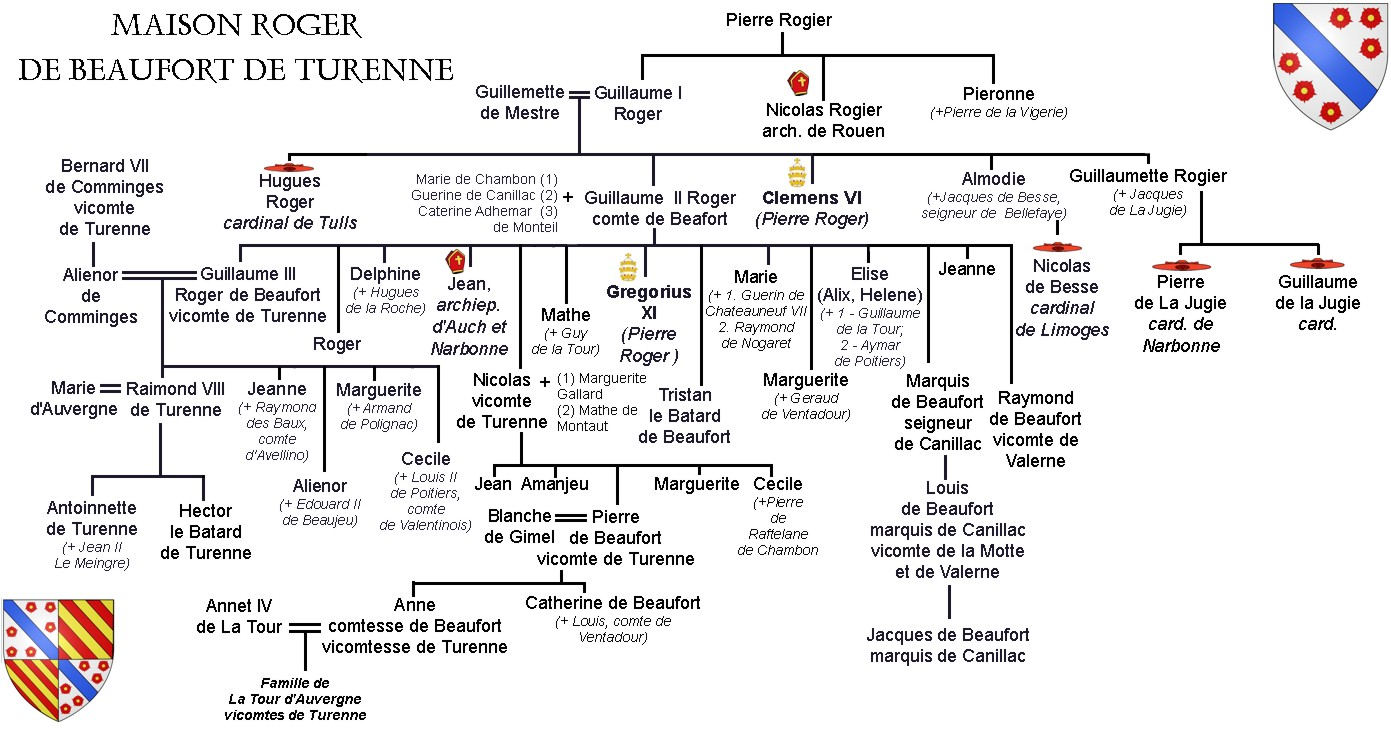
شجرة عائلة دي بيوفورت

البابا غريغوري الحادي عشر أو جريجوري ((باللاتينية: Gregorius)‏; c. 1329 – 27 مارس  1378) احتل منصب البابا في 30 ديسمبر حتى مماته في 1378. كان السابع والأخير من البابوات الذين أقاموا في أفينيون في فترة بابوية أفينيون، وآخر البابوات الفرنسيين. عام 1377 أعاد غريغوري المحكمة البابوية إلى روما، منهيا قرابة السبعين عاماً من الإقامة البابوية في أفينيون، فرنسا. حصلت حادثة الانشقاق الغربي بعد موته بفترة وجيزة.

## السيرة الشخصية
وُلِد في حوالي العام 1330 باسم بيير روجر دي بيوفورت، في مامونت في البلدية الحديثة  Rosiers-d'Égletons في ليموزان بفرنسا. وهو ابن أخ البابا كليمنت السادس، وخلَفَ البابا أوربان الخامس بعد انتخابه في الاجتماع السري للبابوات عام 1370، حيث أصبح سابع وآخر البابوات في فترة بابوية أفينيون.

## البابوية
في أثناء فترته البابوية قام بالعديد من الإجراءات الصارمة (مثل: الإعدام حرقا، ومصادرة الممتلكات) ضد جماعة مناصري الحركة اللولاردية، والتي لاقت قبولاً كبيراً في ألمانيا، وانجلترا، وبعض أجزاء أوروبا. اُتخذت هذه الإجراءات في سبيل القضاء على الممارسات الفاسدة لأوامر الرهبنة، مثل تلقي الرسوم المدفوعة من زوّار الأماكن المقدسة، وعرض بقايا أعضاء القديسين المتوفين. 
قام بالتصديق على معاهدة بين صقلية ونابولي في فيلنوف ليه أفينيون في العشرين من أغسطس 1372، والتي قدمت تسوية وحل مؤقت بين الممالك المتنازعة والتي كانت جميعها اقطاعيات بابوية.

## الوفاة
توفي غريغوري الحادي عشر في روما في السابع والعشرين من مارس 1378، وتم دفنه في اليوم التالي في كنيسة سانتا ماريا الجديدة. بعد موته تعرض مجمع الكرادلة للهجوم مِن قِبل حشود رومانية اقتحمت حجرة التصويت بهدف اجبار أحد البابوات الإيطاليين على خلافة غريغوري في البابوية، اختار الإيطاليون أوربان السادس ليكون البابا، وبعد أن تم انتخابه نال كراهية الكرادلة الفرنسيين، فانسحبوا من روما إلى فوندي حيث ألغوا انتخابهم لأوربان السادس وانتخبوا بدلاً عنه البابا الفرنسي كليمنت السادس.
لاحقاً، حصلت حادثة الانشقاق الغربي بسبب إدّعاء ثلاثة أساقفة في آن واحد بأنهم البابا المستخلف. لم يتم إيجاد حل كامل للمشكلة إلا في مجمع كونستانس الذي عقد بين عامي (1414-1418) من قِبل جماعة من الكرادلة حيث اتفقوا على عزل جميع البابوات الحاليين واختيار مارتن الخامس ليكون البابا.

## وصلات خارجية
- غريغوري الحادي عشر على موقع الموسوعة البريطانية (الإنجليزية)
- غريغوري الحادي عشر على موقع إن إن دي بي (الإنجليزية)

1. ↑  Encyclopædia Britannica (بالإنجليزية), QID:Q5375741
2. ↑  Gran Enciclopèdia Catalana (بالكتالونية), Grup Enciclopèdia, QID:Q2664168
3. ↑  Hayez، Michel (2002). "Gregorio XI, papa". Dizionario Biografico degli Italiani. Rome: Istituto della Enciclopedia Italiana. ج. 59. مؤرشف من الأصل في 2018-01-06.
4. ↑  Carol M. Richardson, Reclaiming Rome: Cardinals in the Fifteenth Century, ed. A.J. Vanderjagt, (Brill, 2009), 1.
5. ↑  F Donald Logan, A History of the Church in the Middle Ages, (Routledge, 2002), 308.
6. ↑  Joseph Dahmus, A History of the Middle Ages, (Doubleday Book Co., 1995), 381.